# Accident d'un PAC 750XL d'Air Kasthamandap en 2016
Le 26 février 2016, un PAC 750XL de la compagnie népalaise Air Kasthamandap (en), avec onze personnes à bord, s'est écrasé à Chilkhaya (en), dans le district de Kalikot, au Népal, tuant les deux membres d'équipage et blessant les neuf passagers présent à bord. L'accident s'est produit deux jours seulement après le vol 193 de Tara Air.

## Aéronef
L'avion impliqué dans l'accident était un PAC 750XL exploité par Air Kasthamandap (en). Il avait été livré neuf à la compagnie en 2009.

## Accident
L'avion a été contraint d'effectuer un atterrissage d'urgence. Le pilote a donné un avertissement aux passagers avant d'atterrir dans un champ. Le fuselage avant aurait été écrasé.

## Passagers et équipage
Les victimes ont été identifiées comme étant le copilote Santosh Rana et le commandant de bord Dinesh Neupane. Rana était le fils du ministre népalais de la Réforme et de la Gestion foncière, du dirigeant central du CPN-UML et du législateur Dal Bahadur Rana. Il y avait neuf passagers à bord, dont un nourrisson, qui ont tous été blessés.

## Conséquences
Les premiers rapports indiquent que l'équipage tentait d'effectuer un atterrissage d'urgence en raison d'un problème technique.
Le Premier ministre Khadga Prasad Sharma Oli a exprimé ses condoléances aux familles des membres d'équipage tués dans l'incident.
Peu après l'accident, l'Autorité de l'aviation civile du Népal a déclaré qu'elle n'avait autorisé les avions monomoteurs qu'à opérer sur des vols affrétés, et non sur des vols réguliers. À la suite de l'accident, l'Autorité de l'aviation civile du Népal a interdit aux compagnies aériennes d'opérer des vols de passagers sur des avions monomoteurs.

## Enquête
Un jour après l'accident, le gouvernement népalais a formé un comité pour enquêter sur l'accident. Le rapport, publié en septembre 2016, a révélé qu'une panne de moteur avait causé l'atterrissage d'urgence dans un champ. Le train d'atterrissage s'est pris dans une pile de bois de chauffage, ce qui a conduit l'avion à s'écraser au sol. Le cockpit a ensuite été détruit. Le moteur a été construit en 1991 et installé sur l'avion en 2015. Le rapport indique que des difficultés financières ont poussé la compagnie aérienne à négliger l'entretien de l'appareil.